# Lidköping (commune)
La commune de Lidköping est une commune suédoise du comté de Västra Götaland, peuplée d'environ 40 340 habitants (2020). Son chef-lieu se situe à Lidköping.

## Localités principales
- Filsbäck
- Järpås
- Lidköping
- Örslösa
- Saleby
- Tun
- Vinninga